# Francesc Fayos i Antoni
Francesc Fayos i Antoni (València, 1848 - Barcelona, 22 de gener de 1916 ) fou un escriptor i erudit autodidacte, que de molt jove exercí de pintor decorador. Des del 1871 visqué a Barcelona i col·laborà en nombroses publicacions de la ciutat: La Renaixença, La Il·lustració Catalana o Lo Gai Saber, on publicà algunes traduccions de llegendes i de cançons populars, com també la d'un extens article de Josep Maria Quadrado, en què apropava la figura d'Ausiàs March.
Segons el llibre d'enterraments del Cementiri de Montjuïc de l'any 1916 mor a Barcelona el dia 22 de gener de 1916, al carrer Diputació núm. 10 de Barcelona als 67 anys.

## Obres i edicions
- La Bala d'argent : llegenda (1879)
- La dona, estudi crític-filosòfic (1880)
- Plansons : novelas, llegendas, baladas, quadros, quentos (1882)
- Eloqüencia catalana. Fragments escullits en prosa y vers dels més distingits autors catalans, valencians y mallorquins per a exercitar als noys d'estudi en los diferents tons de lectura (1884, 1891, 1896, 1900, 1903, 1908, 1912, 1917; a les tres darreres edicions, canvia la coberta i hi desapareixen els autors valencians i mallorquins)
- Obres del poeta valencià Ausiàs March (1884) ( llegiu-lo)
- Obres en prosa de Roís de Corella (1887)
- Trobes en llaor de Maria Santíssima, primer llibre imprès a Espanya (1889)

## Traduccions al català
- «La verge del Born. Llegenda». Lo Gay Saber (1880), p. 223-224 i 231
- «Cants populars del Nort». Lo Gay Saber (1881),p. 97.
- Quadrado, Josep M. «Ausiàs March». Lo Gay Saber (1881), p. 113-116,125-127,137-139, 149-152,161-163 i 173-176.
- Ossian. «La mort de Gaul». Lo Gay Saber (1881), p. 212-214, 222-223 i 230-232.